# Особняк Зиминых в Дегтярном переулке
Особня́к Зимины́х — дом табачного фабриканта Николая Гавриловича Зимина, построенный в 1896 году по проекту архитектора Эдмунда Юдицкого. Расположен в Москве по адресу Дегтярный переулок, дом № 8. Является объектом культурного наследия федерального значения.

## История
Двухэтажное здание в стиле эклектики было построено в 1896 году по проекту архитектора Э. С. Юдицкого. В 1913—1914 годах перестраивалось. 
В 1920-е годы в здании располагалось правление Коммунистического университета им. Я. М. Свердлова. С 1974 по 2015 год здание занимал Научно-исследовательский институт киноискусства. В настоящее время в нем располагается Агентство по управлению и использованию памятников истории и культуры.

## Описание
Слева и справа здание вплотную примыкает к двум доходным домам. Фасад украшен ризалитом. В правой части оригинальное окно с лоджией и колоннами тосканского ордера. В центре над входом металлический козырёк, по бокам которого установлены светильники в виде факелов. Над центральным балконом дата постройки здания — «1896». 
Постройка сохраняет декор фасадов и элементы внутреннего убранства XIX века. Хорошо сохранились интерьеры здания, в частности парадный вестибюль, стены которого украшают живописные панно.